# Google Duo
Google Duo — пропрієтарний сервіс відеотелефонного зв'язку, розроблений Google у 2016 році та об'єднаний з Google Meet у 2022 році. Був доступний для вебзастосунок та як мобільний застосунок для Android і iOS. Сервіс дозволяв користувачам здійснювати та приймати індивідуальні та групові аудіо- та відеодзвінки з іншими користувачами Duo у високій роздільній здатності, використовуючи наскрізне шифрування за замовчуванням. Duo можна було використовувати як з номером телефону, так і з обліковим записом Google, що дозволяло користувачам телефонувати комусь зі свого списку контактів.
Вперше Google Duo був представлений на конференції Google I/O 18 травня, 2016 року, світовий реліз відбувся 16 серпня 2016.

## Історія
Google Duo за два дні після релізу посів перше місце серед безкоштовних застосунків Google Play, але згодом спустився до 127-го місця.
5 жовтня 2016-го в розсилці Google розробникам було написано, що з 1 грудня 2016-го Google Duo замінить Hangouts в попередньо пакеті застосунків Google для Android-пристроїв.
У березні 2017 року було оголошено, що Google Duo дозволить користувачам здійснювати дзвінки лише для аудіо. Ця функція була вперше запущена в Бразилії з глобальним розгортанням у квітні.
Через рік, у березні 2018 року, Duo додали відео та голосові повідомлення. Користувачі могли залишати повідомлення тривалістю до 30 секунд для недоступних контактів. Потім ці повідомлення могли бути переглянута іншою стороною, з можливістю дзвінка після цього.
У травні 2019 року була додана підтримка відеодзвінків у кількості восьми осіб у версіях додатків для iOS та Android. Відповідно до подібних пропозицій групових дзвінків від FaceTime, WhatsApp, Skype та Facebook Messenger, учасники могли приєднатися до розмови або залишити її в будь-який момент часу.
У серпні 2020 року повідомлялося, що Google планує об'єднати Google Duo із орієнтованим на бізнес Google Meet. У грудні 2021 року Google скасувала цю мету і натомість продовжила підтримувати Google Duo як окремий застосунок. В червні 2022 року Google анонсувала, що Duo та Meet все ж будуть об'єднані. Злиття сервісів почалося в серпні з перейменуванням мобільного застосунку Duo в Meet і оригінального застосунку Meet в «Google Meet (оригінальна версія)» із поступовим припиненням його підтримки. Вебзастосунки Duo та Meet завершили своє злиття у 2024 році.

## Особливості
Застосунок має такі функції:
- Якісне HD-відео 720р
- Оптимізація для низької пропускної здатності мобільних мереж. Застосунок використовує технологію WebRTC і QUIC поверх UDP. Оптимізація додатково досягається завдяки погіршенню якості відео в залежності від якості з'єднання.[1]
- «Knock Knock» («Тук-тук») — функція, що працює лише на Android,[15] вона дозволяє побачити попередній перегляд того, хто телефонує ще до того, як отримувач приймає дзвінок.[2]
- Наскрізне шифрування дзвінків між абонентам за замовчуванням
- Підтримка Google Assistant.
- Використання телефонних номерів, щоб дозволити користувачам дзвонити людям зі списку контактів
- Автоматичне перемикання між wi-fi і мобільною передачею даних